# Kebba Masaneh Ceesay
Kebba Masaneh Ceesay (* 1940er Jahre) ist ein gambischer Gewerkschafter und ein ehemaliger Fußballspieler.

## Leben
Ceesay ist der Sohn von Momodou Masaneh Ceesay (1918–2008). Er besuchte die Gambia High School in Bathurst (heute Banjul) und machte dort 1960 seinen Abschluss, im Anschluss ging er auf das Yundum College und machte dort 1966 seinen Abschluss. Später besuchte er in Oxford das Ruskin College.

### Sportliche Karriere
Kebba Masaneh Ceesay spielte ab der Saison 1964/65 beim Arrance Bathurst in der Positions als Torwarts. In der Saison 1973/74 Real de Banjul und beim Gambia Ports Authority FC in der Saison 1974/75. Im Tor der Gambischen Fußballnationalmannschaft war 1966 bis 1979 eingesetzt.
Ab  2009 ist er bei der Gambia Football Association als Technical Direktor angestellt.

### Gewerkschaftliche Karriere
Er war 1971 Mitglied des Exekutivkomitees des Pan-African Workers' Congress, einem Mitglied des World Confederation of Labour (WCL). Der WCL ermutigte ihn im Januar 1973 zur Gründung des Gambia Trade Union Congress (GTUC), dessen Präsident er wurde. Der GTUC konnte sich jedoch nicht effektiv entwickeln und hörte bald nach Ceesays Rückkehr zu seiner früheren Gewerkschaft, der Gambia Labour Union, im Mai 1977 auf zu existieren. Ceesay war danach offenbar bis etwa 2011 nicht mehr gewerkschaftlich aktiv, als er Exekutivsekretär des Gambia National Bureau of Trade Unions wurde. 2017 wurde er zum Vorsitzenden des jüngsten Gewerkschaftsdachverbandes, des Gambia Trade Union Bureau (GAMTUB), gewählt, ein Amt, das er bis heute (Stand 2024) innehat.
Ceesay war Generaldirektor der Gambia Ferry Service Cooperation (GFSC).

## Auszeichnungen und Ehrungen
- 2023 - Ehrung der Organisation of African Trade Union Unity (OATUU) für seine herausragenden Verdienste, sein Engagement für die Arbeiterbewegung und seinen Beitrag zur Förderung afrikanischer Arbeiterrechte geehrt. Ceesay und M. E. Jallow waren 1973 Unterzeichner der Gründungscharta der OATUU in Addis Abeba.[4]